# Julio Monteiro Martins
Julio Monteiro Martins (Niterói, 2 luglio 1955 – Pisa, 24 dicembre 2014) è stato uno scrittore brasiliano.

## Biografia
Julio Monteiro Martins è nato a Niterói (Brasile) nel 1955. È stato professore di scrittura creativa al Goddard College (Vermont) dal 1979 al 1980, all'Oficina Literária Afrânio Coutinho (Rio de Janeiro) dal 1982 al 1989, all'Instituto Camões di Lisbona nel 1994 e alla Pontifícia Universidade Católica di Rio de Janeiro nel 1995. Ha ricevuto il titolo di "Honorary Fellow in Writing" dall'Università di Iowa (International Writing Program) nel 1979.
Tra i fondatori del partito verde brasiliano e del movimento ambientalista "Os Verdes", è stato avvocato dei diritti umani a Rio de Janeiro, responsabile dell'incolumità dei "meninos de rua" chiamati a testimoniare in tribunale sulle stragi dei bambini abbandonati. Ha insegnato Lingua Portoghese e Traduzione Letteraria all'Università di Pisa e diretto il Laboratorio di Narrativa, parte del Master della Scuola Sagarana, a Pistoia.
Nel suo paese d'origine ha pubblicato, a partire dal 1977, raccolte di racconti, romanzi e saggi: Torpalium, Sabe quem dançou? ("Sai chi hanno beccato stavolta?"), Artérias e becos ("Arterie e vicoli ciechi"), Bárbara, A oeste de nada ("A ovest di niente"), As forças desarmadas ("Le forze disarmate"), O livro das Diretas ("Il libro della democrazia ritrovata"), Muamba e O espaço imaginário ("Lo spazio immaginario").
In Italia ha pubblicato Il percorso dell'idea (1998), Racconti italiani (2000), La passione del vuoto (2003), madrelingua (2005), L'amore scritto (2007), La grazia di casa mia (2013), La macchina sognante (2015, postumo), "L'ultima pelle" (2019, postumo). Con Antonio Tabucchi, Bernardo Bertolucci, Dario Fo, Erri De Luca e Gianni Vattimo ha pubblicato inoltre il volume Non siamo in vendita – voci contro il regime (2001). È stato anche autore di opere teatrali (L'isteria del marmo, Per motivi di forza maggiore, Aula magna, Hitler e Chaplin) e i suoi scritti hanno ispirato opere cinematografiche, come Garganta ("Gola") del regista Dodô Brandão e Referência ("Referenza"), del regista Ricardo Bravo.

## Opere

### In portoghese
- Torpalium (racconti, 1977, Ática)
- Sabe Quem Dançou ? (racconti, 1978, Codecri)
- Artérias e Becos (romanzo, 1978, Summus)
- Bárbara (romanzo, 1979, Codecri)
- A Oeste De Nada (racconti, 1981, Civilização Brasileira)
- As Forças Desarmadas (racconti, 1983, Anima)
- O Livro Das Diretas (saggio, 1984, Anima)
- Muamba (racconti, 1985, Anima)
- O Espaço Imaginário (romanzo, 1987, Anima)

### In italiano
- Il percorso dell'idea (Bandecchi e Vivaldi, Pontedera, 1998)
- Racconti italiani (racconti, Besa Editrice, Lecce, 2000)
- L'irruzione (racconto incluso nell'antologia Non siamo in vendita - Voci contro il regime, Arcana Libri / L'Unità, a cura di Stefania Scateni e Beppe Sebaste, prefazione di Furio Colombo, 2002)
- La passione del vuoto (racconti, Besa Editrice, 2003)
- Madrelingua (romanzo, Besa Editrice, 2005)
- L'amore scritto (racconti, Besa Editrice, 2007).
- La grazia di casa mia (poesie, Rediviva edizioni, 2013)
- La macchina sognante (Saggio/intervista, Besa Editrice, 2015, postumo) - È presente, anche con brani poetici, nella tesi di dottorato di Mia Lecomte, Voix poétiques des Italiens d'ailleurs - La poésie transnationale italophone 1960-2016, Paris3-Sorbonne Nouvelle, 2016 (429 p.)
- L'ultima pelle (romanzo, Lebeg, 2019, postumo)